# Alyosha

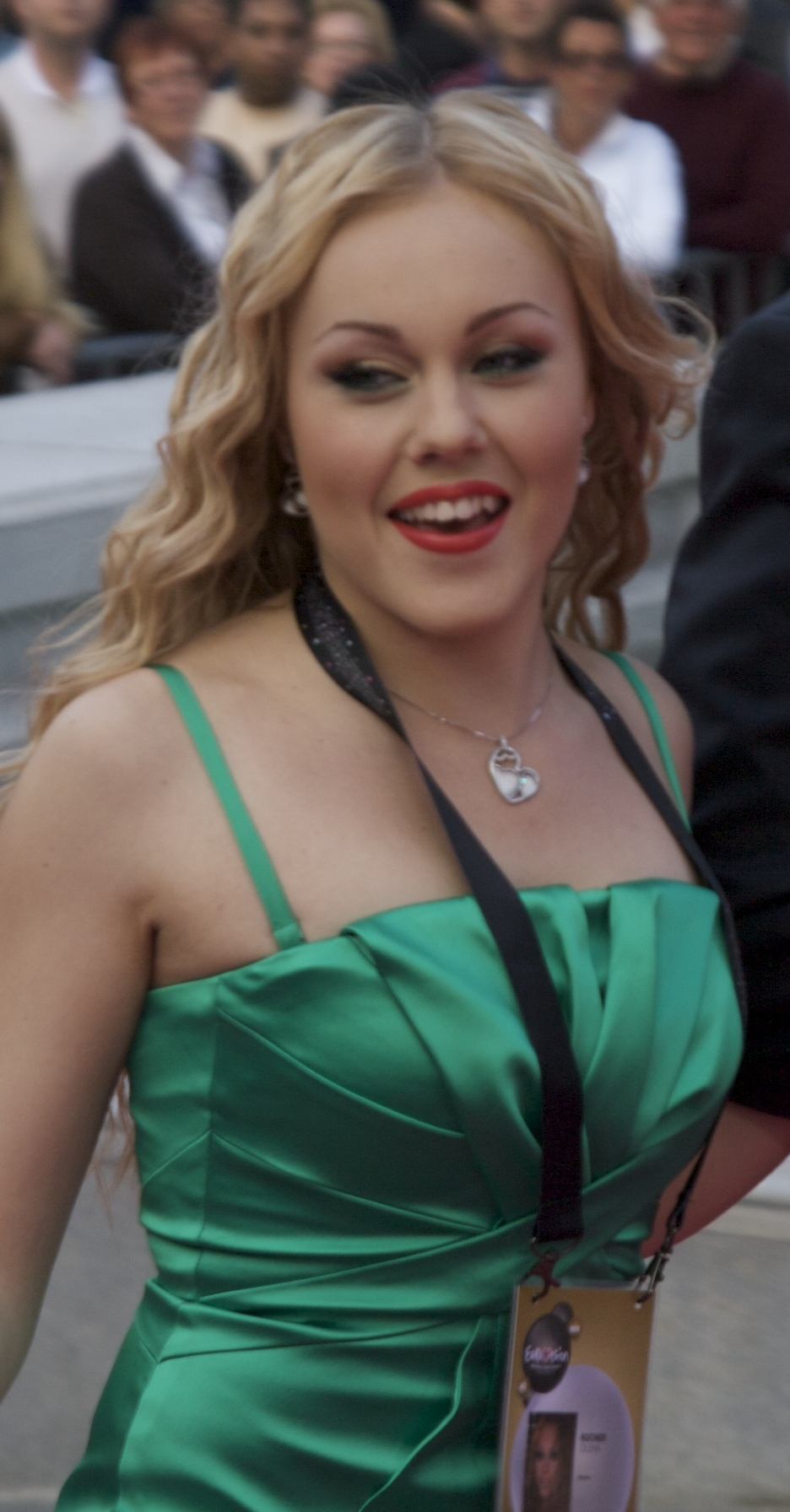
Alyosha

Olena Kucher, conhecida como Alyosha (Zaporizhzhya, 14 de maio de 1986) é uma cantora da Ucrânia.
Representou seu país, a Ucrânia, no Festival Eurovisão da Canção 2010, em Oslo, na Noruega, com a música To Be Free, cantada em inglês.